# Plasa Orașul, județul Râmnicu Sărat (interbelic)
Plasa Orașul a fost o subdiviziune a județului Râmnicu-Sărat, între perioada interbelică, și până în anul 1950, la sosirea regimului comunist în România, care a introdus raioanele în România, pe model sovietic. Reședința acestei plăși a fost la Cotești și avea în structura sa, comunele: Andreiași (până în 1931), Blidari, Bonțești, Broșteni, Câmpineanca (până în 1925), Cârligele, Cotești, Faraoanele, Risipiți și Vârteșcoiu.

## Istorie
Această plasă își începe istoria, la sfârșitul secolului al XIX-lea. Conform Marelui Dicționar Geografic al României, această plasă era tranversată de dealurile: Dealul Caprei, Teiușul, Hoja, Priveghiul, Perișorul, Cornițele, Petreanu și Piciorul Nucului. De asemenea, aceiași sursă, menționează că plasa era deservită de bazinele Milcovul și Râmna, care erau asigurate de afluenții săi: Valea Neagră, Mahriu, Peleticu, Oreavu, Valea-Rașca. Milcovul o udă la vest și nord, având ca afluenți: Vulcăneasa, Valea-Largă, Valea-Rea, Pitulușa, Badea, Faraoanele, PIetrosul, Seaca, Dălhăuțul si Dilgovul. 
Din punct de vedere administrativ, în partea de vest, avea comunele Odobasca și Andreiași (Andreașul), în nord, Broșteni, Vârteșcoiu (Vîrteșcoi), Câmpineanca, Mîndești, Cârligele (Cîrligele), în sud, Faraoanele, Budești, Brutești, Cotești (reședința), Blidari (Blidarele) și în centru, Risipiți și Golești.
Locuitorii se ocupau în general cu agricultura, cultura viței de vie, dogăria, fabricarea viei și a răchitei.
Comerciul era destul de activ, constând în import de lucrurile trebuincioase pentru trai și în export de vin, vițe si cereale.
Căile de comunicație erau:
- Calea ferata, Râmnicu-Focșani,
- Șoseaua națională Buzău-Rîmnicul-Focșani
- Șoseaua județeană Vârteșcoiu-Focșani-Brăila

și numeroase drumuri vecinale ce leagau comunele între ele.